# Łysaki (Braniewo)
Łysaki (deutsch Kahlwalde) war ein Ort im ostpreußischen Kreis Heiligenbeil im Gebiet der dann polnischen Woiwodschaft Ermland-Masuren. Die Ortsstelle gehört heute zur Landgemeinde Braniewo (Braunsberg) im Powiat Braniewski (Kreis Braunsberg).

## Geographische Lage
Die Ortsstelle Łysakis resp. Kahlwaldes liegt am westlichen Ufer der Omaza im Nordwesten der Woiwodschaft Ermland-Masuren, zwölf Kilometer südöstlich der früheren und heute auf russischem Staatsgebiet gelegenen Kreisstadt Heiligenbeil (russisch Mamonowo) bzw. 17 Kilometer nordöstlich der heutigen Kreismetropole Braniewo (deutsch Braunsberg).

## Geschichte
Gegründet wurde Kahlwalde im Jahre 1703. Der Ort bestand aus ein paar kleinen Höfen. Im Jahre 1874 wurde die Landgemeinde Kahlwalde in den neu errichteten Amtsbezirk Eisenberg (polnisch Żelazna Góra) im Kreis Heiligenbeil, Regierungsbezirk Königsberg, in Ostpreußen eingegliedert. 21 Einwohner zählte der kleine Ort im Jahre 1910.
Am 30. September 1928 verlor die Landgemeinde Kahlwalde ihre Eigenständigkeit und wurde in die Landgemeinde Eisenberg (polnisch Żelazna Góra) eingegliedert.
Mit der Abtretung des gesamten südlichen Ostpreußen in Kriegsfolge im Jahre 1945 kam Kahlwalde zu Polen und erhielt die polnische Namensform „Łysaki“. Er wurde in der Folgezeit nur noch selten genannt und dürfte wohl in Żelazna Góra aufgegangen sein. Der Ort gilt heute als untergegangen. Seine Ortsstelle liegt im Bereich der jetzigen Gmina Braniewo (Landgemeinde Braunsberg) im Powiat Braniewski (Kreis Brausnberg), von 1975 bis 1998 der Woiwodschaft Elbląg seither der Woiwodschaft Ermland-Masuren zugehörig.

## Religion
Kahlwalde war bis 1945 in das Kirchspiel der evangelischen Kirche Eisenberg (Żelazna Góra) in der Kirchenprovinz Ostpreußen der Kirche der Altpreußischen Union eingegliedert.

## Verkehr
Die Ortsstelle von Kahlwalde resp. Łysaki ist über eine Landwegverbindung von Żelazna Góra aus erreichbar.